# 파이살 에브누탈리프
파이살 에브누탈리프(독일어: Faissal Ebnoutalib, 1970년 11월 20일~)는 모로코 태생 독일의 태권도 선수이다. 2000년 하계 올림픽 태권도에서 은메달을 획득하였다.

## 개인사
그의 동생인 모하메트도 태권도 선수로 활동했으며 2003년 세계 선수권 대회에서 은메달을 획득했다.